# Notre-Dame-du-Bec
Notre-Dame-du-Bec – miejscowość i gmina we Francji, w regionie Normandia, w departamencie Sekwana Nadmorska.
Według danych na rok 1990 gminę zamieszkiwały 324 osoby, a gęstość zaludnienia wynosiła 81 osób/km² (wśród 1421 gmin Górnej Normandii Notre-Dame-du-Bec plasuje się na 591. miejscu pod względem liczby ludności, natomiast pod względem powierzchni na miejscu 770.).